# Інституційна демократична партія
Інституційна демократична партія (ісп. Partido Institucional Democrática; PID) — гватемальська проурядова політична партія, що активно діяла упродовж 1970-их років.

## Історія
PID було сформовано 1963 Енріке Перальтою Асурдіа після його приходу до влади в результаті перевороту. Партія займала правоцентристську позицію, була побудована за зразком мексиканської Інституційної революційної партії. Кістяком партії була військова еліта країни.
1990 року партія об'єдналась із Гватемальським республіканським фронтом (FRG) та Національним фронтом єднання для участі у виборах.